# Andrea Oldani
Andrea Oldani (Cuggiono, 21 settembre 1987) è un doppiatore italiano.

## Biografia
Dal 2009 studia recitazione al Centro Teatro Attivo di Milano con Nicoletta Ramorino e Gabriele di Luca, e doppiaggio con Pino Pirovano. Dal 2011 inizia a lavorare come doppiatore, dando voce a diversi attori in telefilm, film, videogiochi e cartoni animati soprattutto a Milano e più raramente anche a Roma.
Dal 2015 è lo speaker ufficiale di Nickelodeon.

## Doppiaggio

### Cinema
- Jurij Borisov in Red Ghost: The Nazi Hunter, AK-47 - Kalashnikov, Pattini d'argento, Scompartimento n. 6 - In viaggio con il destino, Lost Girl
- Max Hubacher in Pirati in reparto, Der Verdingbub - Vite rubate
- Vincent Lacoste in Lolo - Giù le mani da mia madre, L'hotel degli amori smarriti
- Asa Butterfield in Ten Thousand Saints, Alla fine ci sei tu, Greed - Fame di soldi
- Emile Hirsch in Era mio nemico, Fuga verso l'inferno
- Masataka Kubota in Tokyo Ghoul - Il film, Tokyo Ghoul S
- Alex Monner in Rec 3 - La genesi, Open Arms - La legge del mare
- Trezzo Mahoro in Tutte le volte che ho scritto ti amo, P. S. Ti amo ancora, Tua per sempre
- Denzel Whitaker in The Great Debaters - Il potere della parola
- Joe Alwyn in Billy Lynn - Un giorno da eroe
- Sam Strike in Leatherface
- Alex Lawther in Earwig
- Christopher Abbott in Come la prima volta
- Will Payne in Fright Night 2 - Sangue fresco
- Shane Dawson in Smiley
- Brock Pierce in The Ride
- Lucas Hedges in Fuga a Parigi
- Clément Métayer in Qualcosa nell'aria
- Sean Keenan in Drift - Cavalca l'onda
- Teo Gutiérrez Moreno in Infanzia clandestina
- Alex Maruny in Ghost Academy
- Alexandre Landry in Gabrielle - Un amore fuori dal coro
- Luo Lanshan in Il tocco del peccato
- Rollo Skinner in Wrong Turn 6: Last Resort
- Jake Manley in Radio Killer 3 - La corsa continua
- Tye Sheridan in Effetto Lucifero
- Pierson Fodè in Va a finire che ti amo
- Charlie Tahan in I toni dell'amore - Love Is Strange
- Micke Moreno in Escobar
- Josh Whitehouse in Alleycats
- Ben Konigsberg in Anesthesia
- Bill Millner in iBoy
- Kostas Nikouli in Pazza idea
- David Oberholzer in Blue My Mind - Il segreto dei miei anni
- Bill Skarsgård in Malvagi
- Sherab Dorji in Lunana - Il villaggio alla fine del mondo
- Ryan Masson in Proximity
- Naomi Battrick in Cartoline di morte
- Sam Buchanan in Back to Black
- Bastien Bouillon in Il conte di Montecristo
- Kim Woo-bin in Cintura nera Jung-do
- Max Bretschneider in Blame the Game
- Lukas Gage in Smile 2
- Grégoire Leprince-Ringuet in La gazza ladra
- Aristotle Athari in M3GAN 2.0

### Serie televisive
- Benjamin Flores Jr. in Game Shakers, The Librarians, Henry Danger, Nickelodeon's Ho-Ho Holiday Special, Non proprio San Valentino
- Davi Santos in Power Rangers Dino Charge, Power Rangers Dino Super Charge
- Utkarsh Ambudkar in The Mindy Project, Dimension 404, Brittany non si ferma più
- Michael Kühl, Bastian von Bömche, Arne Löber in Tempesta d'amore
- Jorge Pobes in Una vita
- Marco Gianoli in Cata e i misteri della sfera
- Daryl Sabara in La festa (peggiore) dell'anno
- Max Schneider in Rags, How to Rock
- Nick Robinson in Nemici per la pelle
- Nicholas Hoult in The Great
- Rowen Kahn in Robin Hood - Il segreto della foresta di Sherwood
- Colin Dennard in Mean Girls 2
- Julien Lacroix in Playdate - I nuovi vicini
- Alexander De Jordy in 12 volte Natale
- Liam McKanna in Oltre la lavagna - La scuola della speranza
- Tom Green in Halo 4: Forward Unto Dawn
- Chad Krowchuk in Missione Mercurio
- Anthony Ramos in She's Gotta Have It
- Landon Liboiron in Hemlock Grove
- Dylan O'Brien in Teen Wolf
- Tom Felton in Murder In The First
- Devin Druid in Tredici
- Ian Colletti in Preacher
- Gregg Sulkin in Faking It
- Spencer Boldman in Lab Rats
- Matthew Knight in La mia babysitter è un vampiro
- Kolton Stewart in Un'azienda per gioco
- Mark L. Young in The Inbetweeners - Quasi maturi
- Rasmus Hardiker in Black Mirror
- Noah Silver in I Borgia
- Alex MacNicoll in Transparent
- Richard Harmon in Continuum
- Brad Kavanagh in Anubis
- Dylan Riley Snyder in Kickin' It - A colpi di karate
- Sean Teale in Skins
- Johannes Hallervorden in Binny e il fantasma
- Adam Butcher in National Museum - Scuola di avventura
- Josh Rabinowitz in In cerca di Jane
- Ryan Ochoa in Professor Young
- Jared Hillman in ICarly
- Ari Boyland in Power Rangers RPM
- Jahmil French in Degrassi: The Next Generation
- Amit Josan in Professor Young
- Guido Pennelli in Peter Punk
- Max Kramer in MasterChef USA
- Arin Ray in The X Factor
- John Wesley in Ragazzi in gabbia
- Otis Waby in I shouldn't be alive - Vivo per miracolo
- Kane Ricca in Got To Dance - Nati per ballare
- Harry e Sashank in Fort Boyard - L'ultima sfida
- Alex Lawther in The End of the F***ing World
- Pete nella 13ª Stagione di MasterChef Australia
- Lee Do-hyun in The Glory
- Park Seo-joon in La creatura di Gyeongseong
- David Korbmannt in Sissi (2021)
- Corey Mylchreest in La regina Carlotta: Una storia di Bridgerton
- Lavel Schley in East New York
- Sven Ruygrok in One Piece
- Jan Hrynkiewicz in Frieden - Il prezzo della pace
- İlhan Şen in Love, Reason, Get Even
- Mickey Cole Jr. in Will Trent

### Film d'animazione
- Shoyo Yoshida in Gintama the Movie: A New Translation - Capitolo di Benizakura, Gintama the Movie: The Final
- Ladro del Tempo in Gintama the Movie: Capitolo finale - Tuttofare per sempre
- Comet in Space Chimps 2 - Zartog colpisce ancora
- Jonas in Barbie e il cavallo leggendario
- Canon Evans Inazuma Eleven - Il film - L'attacco della squadra più forte - Gli Ogre
- Sewashi Nobi in Doraemon - Il film
- Chojuro in Boruto: Naruto the Movie
- Jack ne I 7 nani[1]
- Kakashi Hatake (bambino) in Naruto Shippuden - Il film: La torre perduta
- Gild Tesoro da giovane in One Piece Gold - Il film
- Tobio Kageyama in Haikyu!! Battaglia all'ultimo rifiuto
- Terry Dexter in È arrivato il Broncio
- Tim Willoughby ne La famiglia Willoughby[2]
- Kento Hinode in Miyo - Un amore felino
- Lucas in Mavka e la foresta incantata
- Minoru Matsumoto in The First Slam Dunk
- Kyle in Saving Bikini Bottom
- Tenya Iida in My Hero Academia: You're Next
- André Grandier in Le rose di Versailles - Lady Oscar

### Serie animate
- Portgas D. Ace in One Piece (episodio 573)
- Donquijote Rosinante "Corazon" in One Piece
- Arion Sherwind in Inazuma Eleven GO, Inazuma Eleven GO Chrono Stones, Inazuma Eleven GO Galaxy
- Mark Evans in Inazuma Eleven Ares
- Spencer Wright in Billy: un amico fantasmico
- Eli Shane in SlugTerra - Lumache esplosive
- Umi Nakano in Rent a Girlfriend
- Volpe in Franklin
- Lex Turtletaub in Groove High[3]
- Bren in Monsuno
- Chang in Le avventure di Tintin (2ª serie; ridoppiaggio)
- Phil Fritz in Future GPX Cyber Formula
- Takeru in Il mondo segreto di Ani Yoko
- Voopa in Voopa della foresta
- Yuto in Yu-Gi-Oh! Arc-V
- Raki in Claymore
- Kenichi Haraken Harawaka in Dennō Coil
- Lewis in Pokémon Nero e Bianco: Destini Rivali
- Cameron (1ª voce) e Virgil in Pokémon Nero e Bianco: Destini Rivali e Pokémon Nero e Bianco: Avventure a Unima
- Toby/Faust in Beyblade Metal Masters e Beyblade Metal Fury
- Valt Aoi in Beyblade Burst
- Chojuro e Kakashi (ragazzo) in Naruto: Shippuden
- Jack e Runt in Simsalagrimm
- Itsuki Harune in Pretty Star - Sognando l'Aurora
- Tooru Amuro in Detective Conan
- Pac-Man in Pac-Man e le avventure mostruose
- Takashi Komuro in Highschool of the Dead
- Gee in Kulipari: L'esercito delle rane
- Spartos in Magi: Le avventure di Sinbad
- Rafik in Boyster
- Joey Felt/Nuclear Boy e Capitan Atomic/Atomic Puppet in Atomic Puppet
- Chuck in Le scelte di Chuck
- TechnoBear in Harvey Beaks
- Cyborg 009/Joe Shimamura in Cyborg 009
- Jundai Kayahara in Kuromukuro
- Julius Jr. in Julius Jr
- Tenya Iida in My Hero Academia
- Marco in Adrian
- Corriere in Akudama Drive
- Shinra Kusakabe in Fire Force
- Tobio Kageyama in Haikyu!!
- Shintaro Natsume (1ª voce) e Kazuya Yamamura in Beelzebub
- Yuma Isogai in Assassination Classroom
- Jiruo in Made in Abyss
- Cellula della memoria in Cells at Work!
- Daida in Ranking of Kings
- Chrome in Dr. Stone[4]
- Rappresentante in Link Click
- Jō Togame in Wind Breaker
- Shutaro Mendo in Lamù
- Thorfinn in Vinland Saga (2ª stagione)
- Philip Dayton L'Eyre Montserrat in Overlord
- Clen/Loki in KamiKatsu: Working for God in a Godless World
- Rin Itoshi in Blue Lock
- Allen in Baki Hanma
- Arata Tsuruki in il mio matrimonio felice
- Diablo in That Time I Got Reincarnated as a Slime
- Ryo Shirogane in Tokyo Mew Mew New
- Gen Narumi in Kaiju No. 8
- Renshi in Il monologo della speziale
- Spadaccino in Secret Level
- Lero-Ro in Tower of god

### Videogiochi
- Anduin Llane Wrynn in World of Warcraft, Heroes of the Storm (2015)
- Rakan in League of Legends
- Mark Evans in Inazuma Eleven 2 (2009),[5] Inazuma Eleven 3 (2010),[6] Inazuma Eleven Strikers (2011)
- Arion Sherwind in Inazuma Eleven GO (2011),[7] Inazuma Eleven GO Chrono Stones, (2012),[8] Inazuma Eleven GO Galaxy (2013)
- Fuze in Tom Clancy's Rainbow Six: Siege (2015)
- John Donovan in Mafia III (2016)[9]
- F1-2187 / "Finn" in Star Wars: Battlefront II (2017), in LEGO Star Wars: La saga degli Skywalker (2022)[10]
- Marco Giunio Bruto in Assassin's Creed: Origins (2017)[11]
- Il Nulla in Fortnite Battle Royale (2017)[12]
- Markus in Detroit: Become Human (2018)[13]
- Adone in Assassin's Creed: Odyssey (2018)[14]
- Spyro in Spyro: Reignited Trilogy (2018), Crash Team Racing Nitro-Fueled[15] (2019)
- Rance in Anthem (2019)[16]
- Raymond "Skizzo" Sarkoski in Days Gone (2019)[17]
- Hasty in Crash Team Racing Nitro-Fueled (2019)[15]
- Brad in The Dark Pictures: Man of Medan (2019)
- Ring (voce maschile) in Ring Fit Adventures (2019)[18]
- Serpe piccola in The Last of Us Parte II (2020)[19]
- Re Oswald in Assassin's Creed: Valhalla (2020)[20]
- Nicola (Maschio) in Cyberpunk 2077 (2020)[21]
- Egor Serling in Deathloop (2021)[22]
- Ceo in Horizon Forbidden West (2022)[23]
- Dae-Hyun in Overwatch 2 (2022)[24]
- Shimizu in Need for Speed: Unbound (2022)[25]
- Voce maschile del protagonista in Hogwarts Legacy (2023)[26]
- Alex in Park Beyond (2023)[27]
- Joshua Rosfield in Final Fantasy XVI (2023)[28]
- Raiden in Mortal Kombat 1 (2023)[29]
- Cormond in Diablo IV (2023)[30]
- Miguel Sanchez in Dead Rising Deluxe Remaster (2024)[31]
- Y'sal in Monster Hunter Wilds (2025)[32]
- Kojiro e Kuma in Assassin's Creed Shadows (2025) [33]

## Audiolibri
- André Aciman, Chiamami col tuo nome, traduzione di Valeria Bastia, Salani, 2018, ISBN 978-8893817295.
- Alessandra Selmi, Al di qua del fiume. Il sogno della famiglia Crespi, Salani, 2023, ISBN 9788831016889.
- Robert R. McCammon, La vita di un ragazzo, Audible Studios, 2023.
- Toshikazu Kawaguchi, Ci vediamo per un caffè, Salani, 2023, ISBN 8831018280.